# Sericanthe
Sericanthe is een geslacht van struiken en kleine bomen uit de sterbladigenfamilie (Rubiaceae). De soorten uit het geslacht komen voor in tropisch en zuidelijk Afrika.

## Soorten
- Sericanthe adamii (N.Hallé) Robbr.
- Sericanthe andongensis (Hiern) Robbr.
- Sericanthe auriculata (Keay) Robbr.
- Sericanthe burundensis Robbr.
- Sericanthe chevalieri (K.Krause) Robbr.
- Sericanthe gabonensis Sonké & Robbr.
- Sericanthe halleana Robbr.
- Sericanthe jacfelicis (N.Hallé) Robbr.
- Sericanthe leonardii (N.Hallé) Robbr.
- Sericanthe lowryana Sonké & Robbr.
- Sericanthe mpassa Sonké & Robbr.
- Sericanthe odoratissima (K.Schum.) Robbr.
- Sericanthe pellegrinii (N.Hallé) Robbr.
- Sericanthe petitii (N.Hallé) Robbr.
- Sericanthe rabia Sonké & Robbr.
- Sericanthe raynaliorum (N.Hallé) Robbr.
- Sericanthe roseoides (De Wild. & T.Durand) Robbr.
- Sericanthe suffruticosa (Hutch.) Robbr.
- Sericanthe testui (N.Hallé) Robbr.
- Sericanthe toupetou (Aubrév. & Pellegr.) Robbr.
- Sericanthe trilocularis (Scott Elliot) Robbr.

... · 
Afrocanthium · 
Asperula (Bedstro) · 
Atractocarpus · 
Belonophora · 
Bouvardia · 
Breonadia · 
Byrsophyllum · 
Callipeltis · 
Cephalanthus (Kogelbloem) · 
Chassalia · 
Cinchona · 
Coffea (Koffie) · 
Coprosma · 
Cruciata · 
Deppea · 
Galium (Walstro) · 
Gardenia · 
Genipa · 
Morinda · 
Nertera · 
Pentas · 
Plocama · 
Portlandia · 
Psydrax · 
Richardia · 
Rothmannia · 
Rubia · 
Rutidea · 
Rytigynia · 
Sabicea · 
Sarcocephalus · 
Sericanthe · 
Sherardia · 
Spermacoce · 
Tarenna · 
Tricalysia · 
Uncaria · 
Vangueria · 
Virectaria ·  
Wendlandia · 
...